# 2C-E

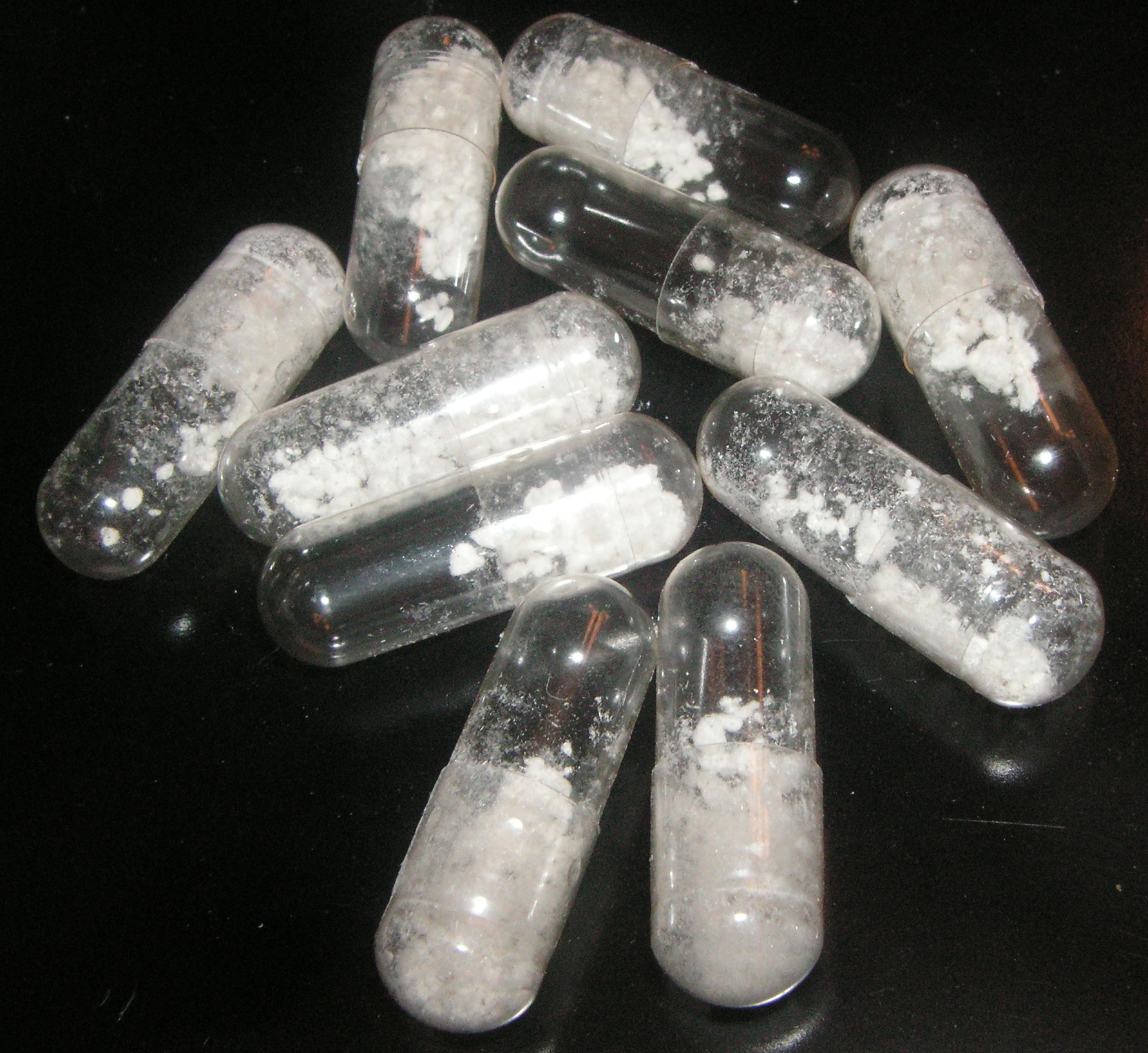
20 мг капсулы 2C-E

2C-E — психоделический фенэтиламин из семейства 2C. Впервые синтезирован Александром Шульгиным. Стандартная дозировка находится в диапазоне 10—20 мг при пероральном приёме. При интраназальном (вдыхание через нос) употреблении дозировка не должна превышать 5 мг, но этот способ вызывает сильное жжение в носовой полости длительностью около 10 минут. Шульгин в своей книге PiHKAL относит 2С-Е к «магической полудюжине» (кроме 2С-Е в неё входят 2C-T-2, 2C-T-7, 2C-B и мескалин).

## Эффекты
Ниже приведён перевод отрывка из PiHKAL, описывающий эффекты при пероральном приёме 20 мг.

«Вид за окном был нереальный. Сад был нарисован на окне, и каждый лепесток цветка, пучок травы и лист дерева был аккуратно нанесён тонкими штрихами масляных красок на поверхность стекла. Это было не снаружи: оно было прямо здесь, напротив меня. Женщина, поливавшая цветы, казалось, была заморожена, обездвижена кистью Вермеера. Когда я посмотрел снова, она была уже́ в другом месте, но опять замороженная. Я был обречён стать вечным зрителем музея».
Оригинальный текст (англ.)The view out of the window was unreal. The garden was painted on the window, and every petal of flower and tuft of grass and leaf of tree was carefully sculptured in fine strokes of oil paint on the surface of the glass. It was not out there; it was right here in front of me. The woman who was watering the plants was completely frozen, immobilized by Vermeer. And when I looked again, she was in a different place, but again frozen. I was destined to become the eternal museum viewer.
— PiHKAL («Фенэтиламины, которые я знал и любил»)
Erowid даёт следующий список эффектов:

### Позитивные
- хорошее самочувствие (повышенная ясность ума, чувство внутреннего умиротворения)
- повышенная энергичность (возбуждение)
- усиление ассоциативного и творческого мышления
- усиление понимания и оценки музыки
- усиленное осязание
- визуальные эффекты с закрытыми и открытыми глазами
- понимание личных проблем
- глубокие духовные переживания

### Нейтральные
- изменение сознания
- расширение зрачков
- сложность фокусирования
- изменение в восприятии времени
- небольшое повышение температуры тела
- небольшое учащение пульса

### Негативные
- напряжение и боль в мышцах
- напряжение челюсти
- усиленное потоотделение
- желудочно-кишечный дискомфорт, тошнота, рвота (при больших дозах)
- головокружение, замешательство
- слишком большая чувствительность к шуму
- паранойя, страх

| Продолжительность действия 2C-E (перорально) | Продолжительность действия 2C-E (перорально) | Продолжительность действия 2C-E (перорально) |
| -------------------------------------------- | -------------------------------------------- | -------------------------------------------- |
| Суммарная продолжительность                  | 4—9 часов                                    |                                              |
| Наступление эффектов                         | 20—90 минут                                  |                                              |
| Подъём                                       | 15—30 минут                                  |                                              |
| Плато                                        | 3—7 часов                                    |                                              |
| Спад                                         | 1-2 часа                                     |                                              |
| Постэффекты                                  | 2—4 часа                                     |                                              |

## Правовой статус
Дания добавила 2C-E в Список I 8 апреля 2007.
В Швеции 2C-E контролируется с 1 октября 2004.
Запрещён на территории России с 26 октября 2011 года как производное 2,5-диметоксифенэтиламина.